# محمد قلي خان شاملو
محمد قلي خان شاملو (بالفارسية: محمدقلی‌خان شاملو) كان الصدر الأعظم للدولة الصفوية في الفترة ما بين سنتي 1721 حتى 1722.